# Rockland (Massachusetts)
Pour les articles homonymes, voir Rockland.
Rockland est une ville américaine située dans le comté de Plymouth et l'état du Massachusetts.
Selon le recensement de 2010, Rockland compte 17 489 habitants. La municipalité s'étend sur 10,1 milles carrés (26,16 km2)

## Histoire
La localité de Rockland a été créée en 1673 par des colons européens et était rattachée initialement à la ville d'Abington. Elle a acquis son indépendance en 1874. 